# 陶山神社 (有田町)

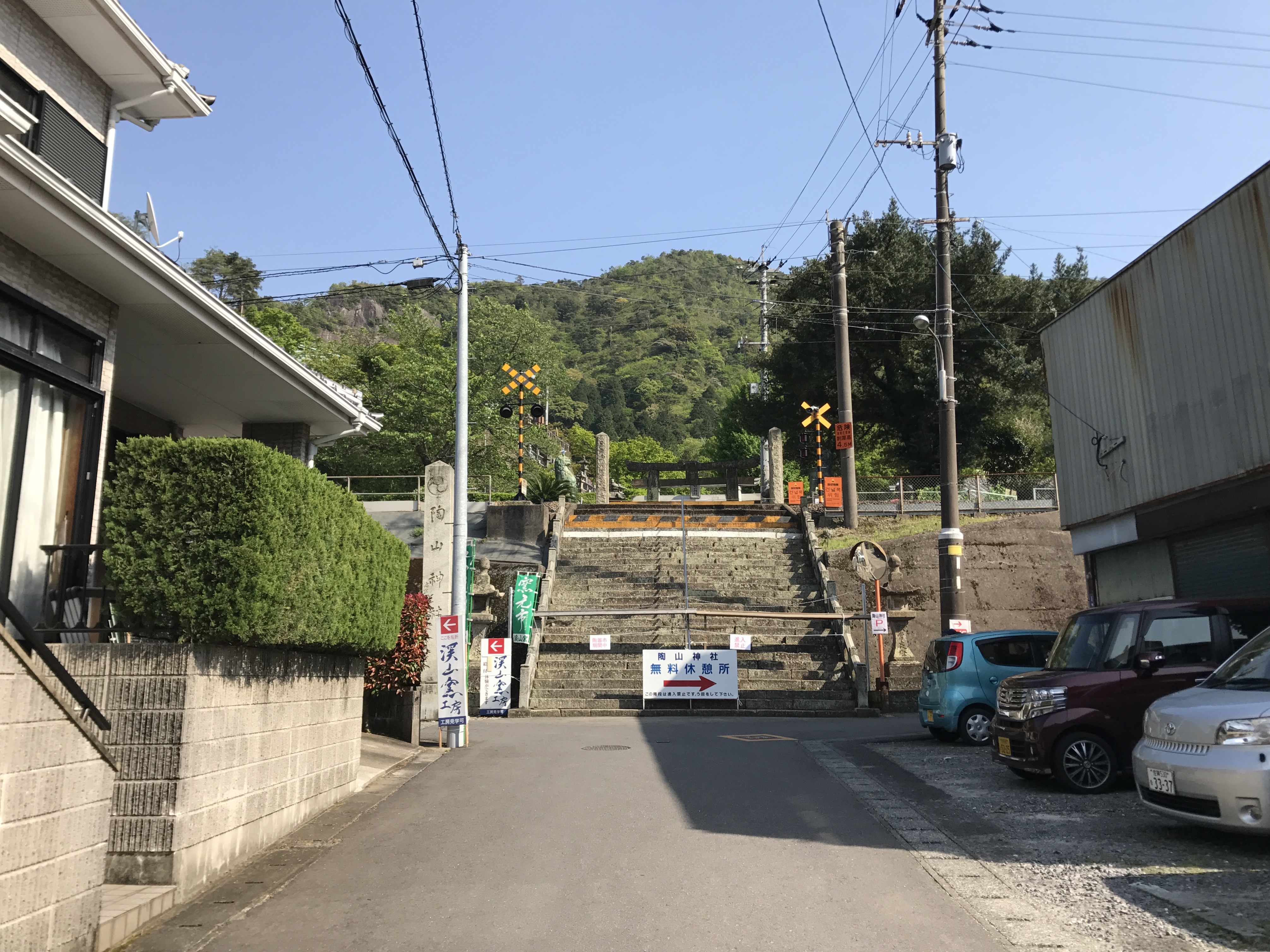
参道を佐世保線が横切る

陶山神社（すえやまじんじゃ）は、佐賀県西松浦郡有田町大樽に鎮座する神社（八幡宮）である。神社名は俗に「とうざんじんじゃ」とも音読される。
有田町は磁器である有田焼の産地で、陶山神社は鳥居、狛犬、門柱のほか絵馬やお守りが磁器でつくられている。江戸時代に有田を治め、有田焼とその陶工を管理していた鍋島藩の皿山代官の指示により造営されたと伝わり、「有田焼陶祖の神」として陶工たちの崇敬を集めた。

## 祭神
応神天皇（八幡神）を主祭神に、鍋島直茂と李参平を配祀する。

## 由緒
万治元年（1658年）8月に、有田皿山代官の命により、神之原八幡宮（現：佐賀県伊万里市二里町）から分霊を勧請して創祀され、皿山代官管轄下の全神社の筆頭の意で「有田皿山宗廟八幡宮」と称された。明治初年に現社名に改め、明治5年（1872年）に村社に列した。
大正6年（1917年）10月に有田焼創成300年を記念して有田焼の祖とされる李参平公を顕彰する記念碑が神社後方の山頂に建てられた。

## 祭祀
10月16・17日両日の祭典は椎谷神社の秋祭りと併せて有田くんちと呼ばれる。

## 文化財
- 鳥居 - 明治21年（1888年）竣工。平成12年（2000年）4月28日に国の登録有形文化財となった。

- 青銅製燈籠 - 1884年（明治17年）奉納。高さ2メートル。祭礼の神事当番町を執り行った記念として、大樽町から陶山神社に奉納される。台座に「佐賀郡長瀬町 鋳師 谷口清八」と刻まれている。有田町の重要文化財。

- 青銅製狛犬 - 有田町の重要文化財。

## その他
神社の境内へと入る石段を上り切ると、目の前に九州旅客鉄道（JR九州）佐世保線の線路があり踏切が設置されている。参道を横切る線路は珍しく、撮影に訪れる鉄道ファンもいる。踏切警報機は備えられているが遮断機がないため、通行には注意が必要である。2008年5月14日に放送された『ナニコレ珍百景』（テレビ朝日系）の中で「スリル満点の神社」として珍百景に認定された。
線路を挟んだ反対側の内山地区は有田内山として国の重要伝統的建造物群保存地区に選定されている。

## アクセス
佐世保線上有田駅より徒歩10分程度。